# ミドリムシの夢
『ミドリムシの夢』は、2018年製作・2019年公開の日本映画。演出家・蜷川幸雄の元で修行を積んだ真田幹也監督による初長編作品。2019年11月16日より全国で順次公開された。「ミドリムシ」とも呼ばれる緑色の服を着た駐車監視員をテーマにした青春映画である。SKIPシティ国際Dシネマ映画祭2019国内コンペティション部門正式上映。
2021年10月には続編の制作が発表され、『ミドリムシの姫』の題で2022年秋に劇場公開された。

## 概要
2015年11月頃、主役の2人、富士とほりかわに加え企業の経営者である人物が親交を深めるうちに「なにかやってみよう」という話が持ち上がり、ほりかわと同じ舞台に立った経験があり親交もあった真田が監督を務めることとなった。脚本家である太田を交え話し合いにより脚本作りが進められ、「二人で組む職業」という前提のもとに駐車監視員を題材とすることが決められた。その後、スポンサーとして参加していた企業の経営者との連絡が途絶え資金難となったことから、キノフィルムズ主催の「木下グループ新人監督賞」にも応募し1次審査には通過したものの受賞とはならず、監督自ら企画書を持って関係各所を回り資金調達を行い、足りない分はクラウドファンディング「Motion Gallery」での公募により補われた。
2018年4月7日にクランクインし、10日間をかけて撮影された。
2021年2月22日よりAmazonのディスク・オンデマンドサービスによってDVDが発売されていたが、サービス終了に伴い、6月4日をもって販売が終了している。

## あらすじ
生真面目な駐車監視員であるマコトといい加減な駐車監視員であるシゲが事件に巻き込まれる、群像コメディ作品。

## 登場人物
- マコト（駐車監視員）：富士たくや
- シゲ（駐車監視員）：ほりかわひろき
- みう（落ち目のアイドル）：今村美乃
- 八重樫（アイドルのマネージャー）：長谷川朝晴
- 幸恵（見送りに来た主婦）：吉本菜穂子
- 翔（田舎へ帰る男）：佐野和真
- 春日部（主婦のバイト仲間）：歌川椎子
- 矢花（サラ金屋）：戸田昌宏
- その他キャスト：仁科貴、白石直也、原舞歌、高木公佑、新井郁、星野ゆうき、後藤龍馬、柳瀬早紀、石川雷蔵、横山陽紀、井口瑚子、田所ちさ、野村たかし、真田幹也、ピースケ、松田ぴろし

## スタッフ
- 監督：真田幹也
- 脚本：太田善也
- 撮影・照明：島根義明
- 録音：田中秀樹
- 編集：深野光洋、真田幹也
- キャスティング：鷲野令奈
- 助監督：佐藤光、阪根克哉
- 制作担当：太田勝一郎
- スタイリスト：立山功
- ヘアメイク：池尾直子
- 音楽：タカタタイスケ（PLECTRUM）
- タイトルロゴ：田中完二
- チラシデザイン：平松真智子
- 製作：「ミドリムシの夢」製作委員会

## 評価
公式サイトには、富山省吾、足立紳、三遊亭遊喜、佐藤二朗ら14名がコメントを寄せ、「夢を抱きながら普通の毎日を過ごすフツーのわたしたちが、主人公になって輝ける映画」（富山）、「なんと地味で、なんとワクワクする目の付け所」（佐藤）などと評されている。
上記でコメントを寄せたうちの一人であるジャーナリストの平辻哲也はSKIPシティ国際Dシネマ映画祭2019でノミネート審査員を務めており、国内コンペティション部門で受賞には至らなかった作品の中で面白かったものとして、自身のコラムで本作の名前を挙げていた。痛快なコメディに仕上がっていると評価し、劇場公開を希望していた。
脚本の太田善也が元々舞台劇専門の脚本家であることもあり、同映画祭では群像劇を描いた本作について「映画という感じじゃなくて、舞台っぽい」という意見が挙げられた。